# Günther Patschowsky
Günther Patschowsky beziehungsweise nach einer Namensänderung ab 1937 Günther Palten (* 3. März 1903 in Schnellewalde; † 17. Mai 1945 in Vorderstade oder Hamburg) war ein deutscher Jurist, SD-Beamter und Regierungspräsident.

## Leben und Wirken

### Jugend, Ausbildung und Laufbahn in der Weimarer Republik
Patschowsky war der Sohn eines Pastors. Nach dem Schulbesuch studierte Patschowsky Rechtswissenschaften an der Universität Breslau. Die erste juristische Staatsprüfung bestand er am 28. Februar 1925 mit dem Prädikat „befriedigend“. Anschließend absolvierte er von 1925 bis 1928 den Juristischen Vorbereitungsdienst beim Amtsgerichts in Breslau (Juli bis Oktober 1925: Strafprozess-Abteilung; Oktober 1925 bis Januar 1926: Zivilprozessabteilung), beim Landgericht in Breslau (Januar 1926 bis September 1926), beim Amtsgericht Breslau (September 1926 bis Juni 1927) und beim Oberlandesgericht Breslau (Dezember 1927 bis Juni 1928). Seine Ausbildung beendete Patschowsky am 11. Dezember 1928 mit der Ablegung der Großen Juristischen Staatsprüfung, die er mit dem Prädikat „ausreichend“ bestand. Während seines Vorbereitungsdienstes wurde Patschowsky mit einer Arbeit über die Die Anerkennungsgebühr in der städtischen Selbstverwaltung zum Dr. jur. promoviert. Während seines Studiums war er außerdem Mitglied der Sängerschaft Leopoldina Breslau.
Nachdem Patschowsky sich kurzzeitig als freier Rechtsanwalt versucht hatte, trat er mit Dienstantrittsalter vom Juni 1929 in den Justizdienst zurück, indem er der Staatsanwaltschaft in Breslau beitrat. Als Staatsanwalt in Breslau nutzte Patschowsky, der politisch der radikalen politischen Rechten nahestand, seine Stellung, indem er von 1930 bis zum Machtantritt der Nationalsozialisten im Frühjahr 1933 die politischen Vergehen von Sozialdemokraten und Kommunisten mit sehr großem Nachdruck verfolgte, während er umgekehrt bei der Verfolgung politischer Straftaten von Rechts große Zurückhaltung an den Tag legte.
Zum 1. Juni 1931 trat Patschowsky der NSDAP bei (Mitgliedsnummer 566.217). Am 4. April 1932 trat er in die SS (SS-Nummer 40.064) ein. Aronson zufolge wurde er am 15. August 1932 Truppenführer in einer regulären SS-Einheit in Breslau und am 15. September desselben Jahres einer der ersten akademischen Mitarbeiter im Sicherheitsdienst (SD) von Reinhard Heydrich.

### Tätigkeit bei der Breslauer Polizei und beim Geheimen Staatspolizeiamt (1933 bis 1935)
1933 wurde Patschowsky in die Polizeiverwaltung in Breslau aufgenommen, in der er als Stellvertreter von Edmund Heines das Amt des stellvertretenden Polizeichefs der Stadt übernahm. Im Dezember 1933 wurde Patschowsky als Jurist im Rang eines Oberregierungsrates ins Geheime Staatspolizeiamt (Gestapa) in Berlin geholt. Dort übernahm er als Nachfolger von Hans Oelze die Leitung der Hauptabteilung IV (Landesverrat und Spionage), die nach einer Neudurchnummerierung der Hauptabteilung bald danach die Nummer III erhielt. Aufgabe dieser kurz als Abwehrabteilung bezeichneten Hauptabteilung war die polizeiliche Untersuchung und Bekämpfung des Landesverrats durch Reichsangehörige sowie die Bekämpfung von ausländischer Spionage im Reichsgebiet. Patschowskys Ernennung zum Leiter der Abwehrabteilung war das Ergebnis einer komplexen Intrige der SS: Als der SS-feindliche Gestapo-Chef Rudolf Diels Ende 1933 beim Reichswehrministerium anfragte, ob man ihm dort einen geeigneten Mann zur Leitung der geplanten neuen Abteilung im Gestapa nennen könnte, empfahl man ihm dort auf Rat des Sohnes des Generals Remus von Woyrsch, Udo von Woyrsch Patschowsky. Was man jedoch nicht wusste war, dass Udo von Woyrsch ein Vertrauensmann Himmlers und Heydrichs war, und er Patschowsky für den Posten des Leiters der Abwehrabteilung empfahl, da dieser ebenfalls ein Vertrauensmann der SS-Führer war.
Neben seiner Tätigkeit als Leiter der Hauptabteilung III/IV war Patschowsky im Frühjahr 1934 als Beauftragter von Heydrich und Himmler an der Intrige gegen Rudolf Diels beteiligt, die im April 1934 in Diels Sturz und der Ernennung Heydrichs zum neuen Leiter des Geheimen Staatspolizeiamtes gipfelte: Im Zuge des Machtkampfes um die Kontrolle der Geheimen Staatspolizei mit Himmler und Heydrich auf der einen und Hermann Göring und dem Gestapochef Diels auf der anderen Seite war Patschowsky und seinen von ihm aus Breslau mitgebrachten Mitarbeitern Ernst Damzog und Walter Kubitzky sowie den Berliner Vertretern von Heydrichs Sicherheitsdienst die Aufgabe zugefallen, als eingeschleuste Maulwürfe Diels Stellung als Leiter des Geheimen Staatspolizeiamtes systematisch zu untergraben und zu sabotieren, um ihn schließlich aus dem Amt zu befördern und so den Weg zur Übernahme des Amtes durch Himmler und Heydrich frei zu machen.
Von April bis Juni 1934 war Patschowsky im Auftrag Heydrichs an der Beschaffung und Fabrikation von „Belastungsmaterial“ gegen die Führer der nationalsozialistischen Sturmabteilung (SA) beteiligt, die Hitler schließlich dazu bewog, die Röhm-Affäre auszulösen, der zahlreiche SA-Führer und andere Personen zum Opfer fielen. Vom 30. Juni bis 2. Juli 1934 soll Patschowsky federführend an der Organisation der Aktion beteiligt gewesen sein. Der angebliche frühere Gestapo-Beamte Hansjürgen Koehler erinnerte sich in seinem 1940 in England veröffentlichten Buch Inside the Gestapo an Patschowsky für diese Zeit.
Nachdem Patschowsky noch am 17. Januar 1935 an einer gemeinsamen Konferenz mit Wilhelm Canaris, Rudolf Bamler, Heydrich, Werner Best und Heinz Jost teilgenommen hatte, in deren Verlauf die Arbeit der verschiedenen Geheimdienste im NS-Staat untereinander abgestimmt wurde, wurde er im Frühjahr 1935 auf Betreiben der Wehrmacht – die inzwischen von der Intrige vom Jahreswechsel 1933/1934 erfahren hatte – von seinem Posten als Leiter der Hauptabteilung III entfernt und durch Best ersetzt.

### Spätere Karriere im NS-Staat (1935 bis 1945)
Von 1935 bis 1937 oder 1938 amtierte Patschowsky als stellvertretender Polizeipräsident von Gleiwitz. Im Oktober 1937 legte er seinen bisherigen Familiennamen ab, der ihm nun im Sinne der nationalsozialistischen Rassenideologie zu polnisch klang, und nahm den Namen Günther Palten an.
Am 18. Juli 1938 wurde Palten zum Polizeipräsidenten des oberschlesischen Industriegebietes mit Dienstsitz in Gleiwitz ernannt. Dort war er an der massenweisen Aussiedlung und Abschiebung von Juden über die Reichsgrenze nach Polen beteiligt, die im letzten Jahr vor Beginn des Zweiten Weltkriegs in großem Umfang betrieben wurde. Danach amtierte er von 1939 bis 1940 als Regierungspräsident in Regierungsbezirk Bromberg (Danzig-Westpreußen) und schließlich vom 23. September 1941 bis Mai 1945 als Nachfolger von Hans von Helms als Regierungspräsident von Oberdonau mit Dienstsitz in Linz. Einer Quelle zufolge wurde Palten zudem am 6. April 1940 zum stellvertretenden Regierungspräsidenten in Oppeln ernannt. In seiner Funktion als Regierungspräsident nahm Patschowsky auch als Laienrichter an Kriegsgerichtsverfahren in seinem Zuständigkeitsbereich teil, wobei er auch an der Verhängung von Todesurteilen beteiligt war, so z. B. im Februar 1945 gegen acht Mitglieder eine Freistädter Widerstandsgruppe. Kurz vor Kriegsende erreichte Palten mit der Beförderung zum SS-Brigadeführer am 21. Juni 1944 den Höhepunkt seiner SS-Karriere.
Kurz nach Ende des Zweiten Weltkrieges nahm Palten sich, in alliierte Kriegsgefangenschaft geraten, das Leben, wahrscheinlich, um der Auslieferung an die Polen zu entgehen.

### Nachwirken
Rönn von Uexküll meinte noch 1976 in seiner Studie Unser Mann in der Berlin, Patschowsky wäre der Verfasser des 1945 unter dem Pseudonym „Heinrich Orb“ veröffentlichten Buches Nationalsozialismus. 13 Jahre Machtrausch gewesen, dem Erlebnisbericht eines angeblichen ehemaligen führenden SD-Mitarbeiters. Nach den Feststellungen der neueren Forschung war der Verfasser dieses Buches jedoch ein anderer SD-Mitarbeiter namens Heinrich Pfeifer, den Uexküll noch für ein weiteres Alias/Pseudonym Patschowskys gehalten hatte, von dem Mario Dederichs indessen zeigen konnte, dass er eine separate zweite Person war. Gegen eine Identität von Patschowsky mit Orb spricht zudem das von Kreuzer eruierte Todesjahr 1945.

## Beförderungen
- 15. August 1932: SS-Truppführer
- 5. März 1933: SS-Untersturmführer
- 9. November 1933: SS-Obersturmführer
- 4. Juli 1934: SS-Hauptsturmführer
- 20. Juni 1935: SS-Standartenführer
- 9. November 1938: SS-Oberführer
- 21. Juni 1944: SS-Brigadeführer

## Archivarische Überlieferung
Im Bundesarchiv Berlin hat sich Patschowskys Personalakte aus seiner Zeit im Juristischen Vorbereitungsdienst und im Justizdienst erhalten (R 3001/70363). Im Bestand des ehemaligen Berlin Document Center liegen Akten mit Parteikorrespondenz der NSDAP zu ihm (PK Mikrofilm I 380 Bilder 2153–2158 und Mikrofilm I 364, Bilder 583–614).

## Schriften
- Die Anerkennungsgebühr in der städtischen Selbstverwaltung, Breslau 1926. (Dissertation)